# تابع هیون
تابع هیون(به انگلیسی: Heun function)، از توابع خاص در علم ریاضیات با نماد (Hℓ(a,q;α,β،γ,δ;z، تابعی هولومورفیک و پاسخ یک معادله دیفرانسیل معمولی خطیِ مرتبه دو با ضرایب غیرثابت به نام معادله هیون است که به افتخار ریاضیدان آلمانی، کارل هیون به این اسم نامیده می‌شود. معادله هیون، کلی‌ترین حالت معادله فوکسین خطی مرتبه دو، با داشتن چهار نقطه منفرد منظم است. حل این معادله تحت عنوان تابع هیون، از طریق تکنیک حل معادلات دیفرانسیل با کمک سری‌های توانی، بر پایه تئوری فوکس-فروبنیوس امکانپذیر است. گونه‌هایی از معادلات هیون، تحت عنوان معادلات کانفلوئنت هیون، با داشتن یک یا چند نقطه منفرد نامنظم وجود دارند که دارای ویژگی‌های ریاضی متعددی، من‌جمله ارتباطی تنگاتنگ با برخی از معادلات دیفرانسیلِ مولدِ پاره‌ای از توابع خاص هستند. در کل، معادله هیون، حالتی عمومی از معادلات دیفرانسیلی نظیر معادلات گاوس هایپرژئومتریک، کانفلوئنت هایپرژئومتریک، لامه، اینس، بسل، لِژندر و لگِر است که به همین علت تابع هیون روابط اثبات شده گوناگونی با بعضی از این توابع مانند توابع لامه و توابع هایپرژئومتریک پیدا کرده‌است. همچنین تابع هیون به صورت بسطی از توابعی مانند توابع هایپرژئومتریک و توابع ریمان پی قابل نمایش است. دسته‌ای خاص از پاسخهای معادله هیون مشهور به توابع هیون موجودند که در نقطه واحد دستگاه مختصات، تحلیلی هستند، همچنین دسته‌ای دیگر از پاسخهای این معادله تحت نام چندجمله‌ای‌های هیون در تمام نقاط منفرد منظم متناهی معادله هیون، دارای رفتاری تحلیلی‌اند. توابع و چندجمله ای‌های هیون، خواص متعددی دارند که می‌توان به وجود تعامد در آن‌ها اشاره کرد. معادلات دیفرانسیل با مشتقات پاره‌ای متعددی در علوم فیزیک و مهندسی، پس از اعمال روش جداسازی متغیرها منجر به بروز تابع هیون می‌شوند. تابع هیون، در دینامیک سیالات، فرایند تبدیل کریستالها، مکانیک کوانتوم، مطالعه بر سیاهچاله ها، و بسیاری از علوم دیگر کاربرد دارد. امروزه، نرم‌افزارهای ریاضی گوناگونی قادر به محاسبه تابع عمومی هیون و چندجمله ای‌ها و توابع هیون با دقت و سرعت بالایی هستند. 

## معادله دیفرانسیل هیون
حالت کلی معادله هیون را می‌توان به صورت زیر نمایش داد.
{\displaystyle {\frac {d^{2}w}{dz^{2}}}+\left[{\frac {\gamma }{z}}+{\frac {\delta }{z-1}}+{\frac {\epsilon }{z-a}}\right]{\frac {dw}{dz}}+{\frac {\alpha \beta z-q}{z(z-1)(z-a)}}w=0}
{\displaystyle a\neq 0,1}
معادله هیون را می‌توان یک معادله دیفرانسیل معمولی خطی و از دسته معادلات فوکسین مرتبه دو با داشتن چهار نقطه تکینگی در نقاط {\displaystyle \left\{0,1,a,\infty \right\}} برشمرد. لازم به ذکر است که نقاطِ منفردِ منظمِ {\displaystyle \left\{0,1,a,\infty \right\}}، به ترتیب جفت اکسپاننت هایی(پاسخهای معادله مشخصه) به شرح {\displaystyle \left\{0,1-\gamma \right\}} و {\displaystyle \left\{0,1-\delta \right\}} و {\displaystyle \left\{0,1-\epsilon \right\}} و {\displaystyle \left\{\alpha ,\beta \right\}} دارند . 
در معادله هیون، {\displaystyle a} ثابت تکینگی، {\displaystyle \alpha } ٬ {\displaystyle \beta } ٬ {\displaystyle \delta } ٬ {\displaystyle \gamma } و {\displaystyle \epsilon } ثابتهای اکسپاننت و q ثابتی کمکی است. هر هفت پارامتر مؤثر در معادله هیون،{\displaystyle \left\{\alpha ,\beta ,\gamma ,\delta ,\epsilon ,a,q\right\}}، مستقل نیستند و با هم ارتباطی جبری دارند. بدین منظور، حالتی کلی از یک معادله فوکسین مرتبه دو را با 1+N نقطه تکینگی در {\displaystyle z=c_{j},j=1,2,...N} و {\displaystyle \infty }، به صورت زیر در نظر بگیرید.
{\displaystyle {{\frac {{d}^{2}w}{{dz}^{2}}}+\left(\sum _{j=1}^{N}{\frac {b_{j}}{z-c_{j}}}\right){\frac {dw}{dz}}+\left(\sum _{j=1}^{N}{\frac {p_{j}}{z-c_{j}}}\right)w=0}}
در این حالت، جفت پاسخهای معادله مشخصه متناظر با نقاط متناهیِ {\displaystyle c_{j}} برابر با {\displaystyle \{0,{1-b_{j}}\}} و جفت پاسخ معادله مشخصه متناظر با {\displaystyle \infty } برابر با {\displaystyle \left\{\alpha ,\beta \right\}} خواهد بود. مجموع جفت پاسخهای معادله مشخصه، باید در رابطه {\displaystyle \alpha +\beta +1=\sum _{j=1}^{N}b_{j}} صدق کنند. بنابراین، ثابت‌های {\displaystyle \alpha } ٬ {\displaystyle \beta } ٬ {\displaystyle \delta } ٬ {\displaystyle \gamma } و {\displaystyle \epsilon } می‌باید شرط {\displaystyle 1+\alpha +\beta =\epsilon +\gamma +\delta } را برقرار سازند. با این توصیف، در معادله هیون، شش ثابت مستقل وجود دارد. از این رابطه در برخی از منابع تحت عنوان رابطه فوکس یا شرط فوکسین نام برده شده‌است.

### حالت نرمال معادله هیون
با انتخاب {\displaystyle w(z)=z^{-\gamma /2}(z-1)^{-\delta /2}(z-a)^{-\epsilon /2}W(z)} حالت نرمال معادله هیون به صورت زیر نوشته می‌شود.
{\displaystyle {\frac {{d}^{2}W}{{dz}^{2}}}=\left({\frac {A}{z}}+{\frac {B}{z-1}}+{\frac {C}{z-a}}+{\frac {D}{z^{2}}}+{\frac {E}{(z-1)^{2}}}+{\frac {F}{(z-a)^{2}}}\right)W}
در معادله بالا {\displaystyle A+B+C=0} می‌باشند. پارامترهای {\displaystyle A,B,C,D,E,F} از روابط زیر قابل محاسبه هستند.
| {\displaystyle C={\frac {\gamma \epsilon }{2a}}+{\frac {\delta \epsilon }{2(a-1)}}-{\frac {a\alpha \beta -q}{a(a-1)}}} | {\displaystyle B={\frac {\gamma \delta }{2}}-{\frac {\delta \epsilon }{2(a-1)}}-{\frac {q-\alpha \beta }{a-1}}} | {\displaystyle A=-{\frac {\gamma \delta }{2}}-{\frac {\gamma \epsilon }{2a}}+{\frac {q}{a}}} |
| {\displaystyle F={\tfrac {1}{2}}\epsilon \left({\tfrac {1}{2}}\epsilon -1\right)}                                      | {\displaystyle E={\tfrac {1}{2}}\delta \left({\tfrac {1}{2}}\delta -1\right)}                                   | {\displaystyle D={\tfrac {1}{2}}\gamma \left({\tfrac {1}{2}}\gamma -1\right)}                |

### معادله هیون بر اساس توابع مثلثاتی
با تغییر متغیر {\displaystyle z=\sin ^{2}(\theta )} می‌توان به حالتی مثلثاتی از معادله هیون دست پیدا کرد.
{\displaystyle {\frac {{d}^{2}w}{\mathrm {d} \theta ^{2}}}+\left(\left(2\gamma -1\right)\cot \left(\theta \right)-(2\delta -1)\tan(\theta )-{\frac {\epsilon \sin(2\theta )}{a-\sin ^{2}(\theta )}}\ \right){\frac {\mathrm {d} w}{\mathrm {d} \theta }}+4{\frac {\alpha \beta \sin ^{2}(\theta )-q}{a-\sin ^{2}(\theta )}}w=0}

### معادله هیون بر اساس توابع ژاکوبی بیضوی
با جایگذاری {\displaystyle a=k^{-2}} و {\displaystyle z={\mathop {\mathrm {sn^{2}} } }\left(\zeta ,k\right)} معادله هیون بر اساس توابع ژاکوبی بیضوی به صورت زیر قابل نمایش است.
{\displaystyle {\frac {{d}^{2}w}{{d\zeta }^{2}}}+\left((2\gamma -1){\frac {\mathop {\mathrm {cn} } \zeta \mathop {\mathrm {dn} } \zeta }{\mathop {\mathrm {sn} } \zeta }}-(2\delta -1){\frac {\mathop {\mathrm {sn} } \zeta \mathop {\mathrm {dn} } \zeta }{\mathop {\mathrm {cn} } \zeta }}-(2\epsilon -1)k^{2}{\frac {\mathop {\mathrm {sn} } \zeta \mathop {\mathrm {cn} } \zeta }{\mathop {\mathrm {dn} } \zeta }}\right){\frac {dw}{d\zeta }}+4k^{2}(\alpha \beta {\mathop {\mathrm {sn} ^{2}} }\zeta -q)w=0}

## پاسخ معادله هیون

### پاسخ بر پایه تئوری فوکس-فروبنیوس حول نقطه 0=z
پاسخ معادله هیون، با نماد {\displaystyle \mathop {\mathit {H\!\ell }} \!\left(a,q;\alpha ,\beta ,\gamma ,\delta ;z\right)} بر پایه یک سری توانی بر اساس تئوری فوکس-فروبنیوس، حول نقطه {\displaystyle z=0} با احتساب مقدار {\displaystyle 1} در این نقطه و اکسپاننت {\displaystyle \left\{0\right\}} قابل نوشتن است. در صورتی که مقدار اکسپاننت دیگر٬{\displaystyle \left\{1-\gamma \right\}}٬ عدد صحیح مثبتی نباشد یا به عبارتی دیگر {\displaystyle \gamma \neq 0,-1,-2,...}، پاسخ معادله هیون بر ناحیه {\displaystyle |z|<1} موجود و تحلیلی و به صورت سری توانی زیر است.
{\displaystyle \mathop {\mathit {H\!\ell }} \!\left(a,q;\alpha ,\beta ,\gamma ,\delta ;z\right)=\sum _{j=0}^{\infty }c_{j}z^{j}}
ضرایب این سری توانی از رابطه‌ای بازگشتی با احتساب {\displaystyle P_{j}=(j-1+\alpha )(j-1+\beta )}٬ {\displaystyle Q_{j}=j\left((j-1+\gamma )(1+a)+a\delta +\epsilon \right)}٬ {\displaystyle R_{j}=a(j+1)(j+\gamma )} و به شرح زیر به دست می آیند.
{\displaystyle {c_{0}}=1}
{\displaystyle a\gamma c_{1}-qc_{0}=0}
{\displaystyle R_{j}c_{j+1}-(Q_{j}+q)c_{j}+P_{j}c_{j-1}=0}
در صورتی که مقدار اکسپاننت دوم،{\displaystyle \left\{1-\gamma \right\}}٬ مقدار صحیح مثبتی باشد، یا {\displaystyle \gamma =0,-1,-2,...}، پاسخ معادله هیون به صورت زیر است.
{\displaystyle z^{1-\gamma }\mathop {\mathit {H\!\ell }} \!\left(a,(a\delta +\epsilon )(1-\gamma )+q;\alpha +1-\gamma ,\beta +1-\gamma ,2-\gamma ,\delta ;z\right)}

### پاسخ بر پایه تئوری فوکس-فروبنیوس حول سایر نقاط تکین
پاسخ حول نقطه {\displaystyle z=1} با احتساب اکسپاننت {\displaystyle \left\{0\right\}} برابر با مقدار زیر است.
{\displaystyle \mathop {\mathit {H\!\ell }} \!\left(1-a,\alpha \beta -q;\alpha ,\beta ,\delta ,\gamma ;1-z\right)}
همینطور پاسخ حول نقطه {\displaystyle z=1} با احتساب اکسپاننت {\displaystyle \left\{1-\delta \right\}} به صورت زیر نشان داده می‌شود.
{\displaystyle (1-z)^{1-\delta }{H\!\ell }\!\left(1-a,((1-a)\gamma +\epsilon )(1-\delta )+\alpha \beta -q;\alpha +1-\delta ,\beta +1-\delta ,2-\delta ,\gamma ;1-z\right)}
پاسخهای مربوطه معادله هیون، حول نقطه {\displaystyle z=a} با احتساب اکسپاننت‌های {\displaystyle \left\{0\right\}} و {\displaystyle \left\{1-\epsilon \right\}} به ترتیب به صورتهای زیر قابل محاسبه هستند.
{\displaystyle {H\!\ell }\!\left({\frac {a}{a-1}},{\frac {\alpha \beta a-q}{a-1}};\alpha ,\beta ,\epsilon ,\delta ;{\frac {a-z}{a-1}}\right)}
{\displaystyle \left({\frac {a-z}{a-1}}\right)^{1-\epsilon }{H\!\ell }\!\left({\frac {a}{a-1}},{\frac {(a(\delta +\gamma )-\gamma )(1-\epsilon )}{a-1}}+{\frac {\alpha \beta a-q}{a-1}};\alpha +1-\epsilon ,\beta +1-\epsilon ,2-\epsilon ,\delta ;{\frac {a-z}{a-1}}\right)}
همچنین در {\displaystyle z=\infty } با در نظر گرفتن اکسپاننت‌های {\displaystyle \left\{\alpha \right\}} و {\displaystyle \left\{\beta \right\}} می‌توان به ترتیب جواب‌های معادله هیون را به مانند زیر نمایش داد.
{\displaystyle z^{-\alpha }{H\!\ell }\!\left({\frac {1}{a}},\alpha \left(\beta -\epsilon \right)+{\frac {\alpha }{a}}\left(\beta -\delta \right)-{\frac {q}{a}};\alpha ,\alpha -\gamma +1,\alpha -\beta +1,\delta ;{\frac {1}{z}}\right)}
{\displaystyle z^{-\beta }{H\!\ell }\!\left({\frac {1}{a}},\beta \left(\alpha -\epsilon \right)+{\frac {\beta }{a}}\left(\alpha -\delta \right)-{\frac {q}{a}};\beta ,\beta -\gamma +1,\beta -\alpha +1,\delta ;{\frac {1}{z}}\right)}

## توابع هیون
به ازای دسته مقادیری از ثابت کمکی q، تابع هیون یا {\displaystyle {H\!\ell }\!\left(a,q;\alpha ,\beta ,\gamma ,\delta ;z\right)} در نقطه {\displaystyle z=1} و در نتیجه بر بازه {\displaystyle |z|<a} تحلیلی می‌شود. این مقادیر {\displaystyle q_{m}}٬ {\displaystyle m=0,1,...} با استفاده از کسرهایی نامتناهی به صورت {\displaystyle q={\cfrac {a\gamma P_{1}}{Q_{1}+q-{\cfrac {R_{1}P_{2}}{Q_{2}+q-{\cfrac {R_{2}P_{3}}{Q_{3}+q-\cdots }}}}}}} و با جایگذاری {\displaystyle P_{j}=(j-1+\alpha )(j-1+\beta )}٬ {\displaystyle Q_{j}=j\left((j-1+\gamma )(1+a)+a\delta +\epsilon \right)}٬ {\displaystyle R_{j}=a(j+1)(j+\gamma )} به دست می آیند. برای تأکید بر تفاوت این گروه از پاسخهای معادله هیون از نماد {\displaystyle {(0,1){Hf}_{m}}\!\left(a,q_{m};\alpha ,\beta ,\gamma ,\delta ;z\right)} استفاده می‌شود.
در حالتی عمومی تر به ازای هر {\displaystyle (s_{1},s_{2})\in \{0,1,a,\infty \}} می‌توان دسته‌ای از مقادیر {\displaystyle q_{m}} پیدا کرد که تابع هیون، در نقاط {\displaystyle s_{1}} و {\displaystyle s_{2}} تحلیلی باشد. شیوه محاسبه {\displaystyle q_{m}} بستگی به مقادیر {\displaystyle s_{1}} و {\displaystyle s_{2}} دارد. به این گروه از تابع‌های هیون که در دو نقطه از چهار نقطه تکین در معادله دیفرانسیل هیون پاسخی تحلیلی دارند، توابع هیون می‌گویند که با نماد {\displaystyle {(s_{1},s_{2}){\mathit {Hf}}_{m}}\!\left(a,q_{m};\alpha ,\beta ,\gamma ,\delta ;z\right)} نمایش داده می‌شوند.

## چندجمله‌ای‌های هیون
چندجمله‌ای های هیون، چندجمله‌ای‌هایی از درجه n هستند که بر سه نقطه متناهی تکین معادله هیون {\displaystyle \left\{0,1,a\right\}}، تحلیلی اند و با نماد {\displaystyle {{Hp}_{n,m}}\!\left(a,q_{n,m};-n,\beta ,\gamma ,\delta ;z\right)} نشان داده می‌شوند. در چندجلمه ای‌های هیون، {\displaystyle \alpha =-n} و با احتساب {\displaystyle n=0,1,2,...} هست، به عبارتی {\displaystyle {{Hp}_{n,m}}\!\left(a,q_{n,m};-n,\beta ,\gamma ,\delta ;z\right)={H\!\ell }\!\left(a,q_{n,m};-n,\beta ,\gamma ,\delta ;z\right)} .{\displaystyle q_{n,m}}٬ مقدارهای ویژه ماتریس زیر با درنظرگرفتن {\displaystyle m=0,1,...n} می‌باشند.
{\displaystyle {\begin{bmatrix}0&a\gamma &0&\dots &0\\P_{1}&-Q_{1}&R_{1}&\dots &0\\0&P_{2}&-Q_{2}&&\vdots \\\vdots &\vdots &&\ddots &R_{n-1}\\0&0&\dots &P_{n}&-Q_{n}\end{bmatrix}}}

## رابطه تابع هیون با سایر توابع
تابع هیون، با توابع گاوس هایپرژئومتریک و توابع لامه در ارتباط است.

### ارتباط با توابع گاوس هایپرژئومتریک
تابع هیون، روابط متعددی با توابع گاوس هایپرژئومتریک دارد.
{\displaystyle {{}_{2}F_{1}}\!\left(\alpha ,\beta ;\gamma ;z\right)={H\!\ell }\!\left(1,\alpha \beta ;\alpha ,\beta ,\gamma ,\delta ;z\right)={H\!\ell }\!\left(0,0;\alpha ,\beta ,\gamma ,\alpha +\beta +1-\gamma ;z\right)={H\!\ell }\!\left(a,a\alpha \beta ;\alpha ,\beta ,\gamma ,\alpha +\beta +1-\gamma ;z\right)}
{\displaystyle {H\!\ell }\!\left(2,\alpha \beta ;\alpha ,\beta ,\gamma ,\alpha +\beta -2\gamma +1;z\right)={{}_{2}F_{1}}\!\left({\tfrac {1}{2}}\alpha ,{\tfrac {1}{2}}\beta ;\gamma ;1-(1-z)^{2}\right)}
{\displaystyle Hl(2,\alpha \beta ;\alpha ,\beta ,{\frac {\alpha +\beta +2}{4}},{\frac {\alpha +\beta }{2}};z)=_{2}^{}{\textrm {F}}_{1}({\frac {\alpha }{4}},{\frac {\beta }{4}};{\frac {\alpha +\beta +2}{4}};1-4[z(2-z)-{\frac {1}{2}}]^{2})}
{\displaystyle {H\!\ell }\!\left(4,\alpha \beta ;\alpha ,\beta ,{\tfrac {1}{2}},{\tfrac {2}{3}}(\alpha +\beta );z\right)=\mathop {{}_{2}F_{1}} \!\left({\tfrac {1}{3}}\alpha ,{\tfrac {1}{3}}\beta ;{\tfrac {1}{2}};1-(1-z)^{2}(1-{\tfrac {1}{4}}z)\right)}
{\displaystyle {H\!\ell }\!\left({\tfrac {1}{2}}\pm i{\tfrac {\sqrt {3}}{2}},\alpha \beta ({\tfrac {1}{2}}\pm i{\tfrac {\sqrt {3}}{6}});\alpha ,\beta ,{\tfrac {1}{3}}(\alpha +\beta +1),{\tfrac {1}{3}}(\alpha +\beta +1);z\right)=\mathop {{}_{2}F_{1}} ({\tfrac {1}{3}}\alpha ,{\tfrac {1}{3}}\beta ;{\tfrac {1}{3}}(\alpha +\beta +1);1-[z/({\frac {1}{2}}\pm i{\frac {\sqrt {3}}{6}})]^{3})}
همچنین روابطی موجود هستند که در آن‌ها متغیر z در تبدیل از تابع هیون به معادلی به صورت یک تابع هایپرژئومتریک، تغییر توانی نمی‌یابد یا به صورت چندجمله‌ای ظاهر نمی‌شود، بلکه تنها تحت تغییرات جبری قرار میگیرد.

### ارتباط با توابع لامه
تابع هیون، با تابع لامه نیز دارای ارتباط است. می‌توان با تغییر متغیر {\displaystyle z={sn^{2}}\left(\zeta ,k\right)}، معادله هیون را بر حسب متغیر {\displaystyle \zeta } نمایش داد، به‌طوری‌که {\displaystyle a=k^{-2}}٬ {\displaystyle q=-{\tfrac {1}{4}}ah}٬ {\displaystyle \alpha =-{\tfrac {1}{2}}\nu }٬ {\displaystyle \beta ={\tfrac {1}{2}}(\nu +1)}٬ {\displaystyle \gamma =\delta =\epsilon ={\tfrac {1}{2}}}. لازم به ذکر است که معادله دیفرانسیل لامه به صورت {\displaystyle {\frac {{d}^{2}w}{{dz}^{2}}}+(h-\nu (\nu +1)k^{2}{{sn}^{2}}\left(z,k\right))w=0} نمایش داده می‌شود.

## تعامد
توابع و چندجمله ای‌های هیون، به ترتیب دارای نوعی تعامد یگانه و دوگانه هستند.

### تعامد یگانه درتوابع هیون
اگر {\displaystyle w_{m}(z)={(0,1){\mathit {Hf}}_{m}}\!\left(a,q_{m};\alpha ,\beta ,\gamma ,\delta ;z\right)} باشد، آنگاه تعامد زیر برقرار است:
{\displaystyle \int _{\zeta }^{(1+,0+,1-,0-)}t^{\gamma -1}(1-t)^{\delta -1}(t-a)^{{\textstyle \epsilon }-1}w_{m}(t)w_{k}(t)dt=\delta _{m,k}\theta _{m}}
در رابطه بالا، {\displaystyle \zeta } نقطه‌ای دلخواه بر بازه {\displaystyle (0,1)} است. مسیر انتگرالگیری از نقطه {\displaystyle \zeta } شروع شده و شامل انتگرالگیری بر ناحیه پُکهَمر حول دو نقطه 0 و 1 بوده و در نهایت به نقطه {\displaystyle \zeta } ختم می‌شود. {\displaystyle \delta _{m,n}} تابع دلتای کرونکر و {\displaystyle \theta _{m}} ثابت نرمال‌سازی تعامد نام دارد.
{\displaystyle \theta _{m}=(1-e^{2\pi i\gamma })(1-e^{2\pi i\delta })\zeta ^{\gamma }(1-\zeta )^{\delta }(\zeta -a)^{\textstyle \epsilon }{\frac {f_{0}(q,\zeta )}{f_{1}(q,\zeta )}}\left.{\frac {\partial }{\partial q}}{W}\left\{f_{0}(q,\zeta ),f_{1}(q,\zeta )\right\}\right|_{q=q_{m}}}
در رابطه بالا، {\displaystyle f_{0}(q_{m},z)={H\!\ell }\!\left(a,q_{m};\alpha ,\beta ,\gamma ,\delta ;z\right)} و {\displaystyle f_{1}(q_{m},z)={H\!\ell }\!\left(1-a,\alpha \beta -q_{m};\alpha ,\beta ,\delta ,\gamma ;1-z\right)} و {\displaystyle W} نماد رونسکین دو تابع می‌باشد.

### تعامد دوگانه در چندجمله ایهای هیون
چندجمله ای‌های هیون، {\displaystyle w_{j}={{Hp}_{n_{j},m_{j}}}}٬ {\displaystyle j=1,2} با شرط {\displaystyle |n_{1}-n_{2}|+|m_{1}-m_{2}|\neq 0} از تعامد دوگانه زیر تبعیت می‌کنند.
{\displaystyle \int _{{\mathcal {L}}_{1}}\int _{{\mathcal {L}}_{2}}\rho (s,t)w_{1}(s)w_{1}(t)w_{2}(s)w_{2}(t)dsdt=0}
در رابطه بالا، {\displaystyle \rho (s,t)=(s-t)(st)^{\gamma -1}\left((s-1)(t-1)\right)^{\delta -1}\left((s-a)(t-a)\right)^{{\textstyle \epsilon }-1}} و {\displaystyle {\mathcal {L}}_{1}} و {\displaystyle {\mathcal {L}}_{2}} مسیرهای انتگرالگیری بر ناحیه پُکهَمر بین هریک از دو نقطه {\displaystyle \left\{0,1\right\}}٬ {\displaystyle \left\{0,a\right\}}٬ {\displaystyle \left\{1,a\right\}} هستند.

## روابط انتگرالی

### رابطه انتگرالی یگانه
در صورتی که {\displaystyle w(z)} یکی از پاسخهای معادله هیون باشد، می‌توان {\displaystyle W(z)}، پاسخی دیگر از معادله هیون را بر اساس رابطه‌ای انتگرالی، با انتخاب ناحیه انتگرالگیری مناسبِ {\displaystyle C}، به صورت زیر نشان داد.
{\displaystyle W(z)=\int _{C}{\mathcal {K}}(z,t)w(t)\rho (t)dt}
در این رابطه، {\displaystyle \rho (t)=t^{\gamma -1}(t-1)^{\delta -1}(t-a)^{\epsilon -1}} تابع وزن رابطه انتگرالی و {\displaystyle {\mathcal {K}}(z,t)} کِرنِل رابطه انتگرالی است که میبایست در رابطه زیر صدق کند.
{\displaystyle ({\mathcal {D}}_{z}-{\mathcal {D}}_{t}){\mathcal {K}}=0}
{\displaystyle {\mathcal {D}}_{z}=z(z-1)(z-a)({\frac {\partial ^{2}}{\partial z^{2}}})+\left(\gamma (z-1)(z-a)+\delta z(z-a)+\epsilon z(z-1)\right)({\frac {\partial }{\partial z}})+\alpha \beta z}
در رابطه بالا، {\displaystyle {\mathcal {D}}_{z}} اپراتور هیون بر اساس متغیر {\displaystyle z} می‌باشد و مسیر {\displaystyle C} باید رابطه {\displaystyle \left.p(t)\left({\frac {\partial {\mathcal {K}}}{\partial t}}w(t)-{\mathcal {K}}{\frac {dw(t)}{dt}}\right)\right|_{C}=0} را برقرار سازد، به‌طوری‌که {\displaystyle p(t)=t^{\gamma }(t-1)^{\delta }(t-a)^{\epsilon }}.
شیوه محاسبه تابع کرنل معادله انتگرالی با تغییر متغیرهای زیر امکانپذیر است.
{\displaystyle \mathop {\cos } \theta =\left({\frac {zt}{a}}\right)^{1/2}}
{\displaystyle \mathop {\sin } \theta \mathop {\cos } \phi =i\left({\frac {(z-a)(t-a)}{a(1-a)}}\right)^{1/2}}
{\displaystyle \mathop {\sin } \theta \mathop {\sin } \phi =\left({\frac {(z-1)(t-1)}{1-a}}\right)^{1/2}}
تابع کرنل {\displaystyle {\mathcal {K}}(\theta ,\phi )} باید معادله زیر را پاسخگو باشد. جواب این معادله را می‌توان بر حسب تابع ریمان پی نوشت.
{\displaystyle {\mathop {\sin } ^{2}}\theta \left({\frac {{\partial }^{2}{\mathcal {K}}}{{\partial \theta }^{2}}}+\left((1-2\gamma )\mathop {\tan } \theta +2(\delta +\epsilon -{\tfrac {1}{2}})\mathop {\cot } \theta \right){\frac {\partial {\mathcal {K}}}{\partial \theta }}-4\alpha \beta {\mathcal {K}}\right)+{\frac {{\partial }^{2}{\mathcal {K}}}{{\partial \phi }^{2}}}+\left((1-2\delta )\mathop {\cot } \phi -(1-2\epsilon )\mathop {\tan } \phi \right){\frac {\partial {\mathcal {K}}}{\partial \phi }}=0}
{\displaystyle {\mathcal {K}}(\theta ,\phi )=\mathop {P} \!{\begin{Bmatrix}0&1&\infty &\\0&{\frac {1}{2}}-\delta -\sigma &\alpha &{\mathop {\cos } ^{2}}\theta \\1-\gamma &{\frac {1}{2}}-\epsilon +\sigma &\beta &\end{Bmatrix}}\mathop {P} \!{\begin{Bmatrix}0&1&\infty &\\0&0&-{\frac {1}{2}}+\delta +\sigma &{\mathop {\cos } ^{2}}\phi \\1-\epsilon &1-\delta &-{\frac {1}{2}}+\epsilon -\sigma &\end{Bmatrix}}}
در رابطه بالا،{\displaystyle \sigma } ثابت روش جداسازی متغیرهاست. مثلاً در چندجمله ای‌های هیون، {\displaystyle \mathop {{\mathit {Hp}}_{n,m}} \!\left(z\right)}٬ {\displaystyle \sigma ={\frac {1}{2}}-\delta -j} است به‌طوری‌که {\displaystyle j=0,1,\dots ,n}.

### رابطه انتگرالی دوگانه
اگر {\displaystyle w(z)} یکی از جواب‌های معادله هیون و {\displaystyle W(z)} جوابی دیگر از این معادله باشد، می‌توان رابطه‌ای انتگرالی به شرح زیر بین این دو پاسخ از معادله پیدا کرد.
{\displaystyle W(z)=\int _{C_{1}}\int _{C_{2}}{\mathcal {K}}(z;s,t)w(s)w(t)\rho (s,t)dsdt}
تابع وزن رابطه انتگرالی به صورت {\displaystyle \rho (s,t)=(s-t)(st)^{\gamma -1}\left((1-s)(1-t)\right)^{\delta -1}\left((1-(s/a))(1-(t/a))\right)^{\epsilon -1}} است و کرنل {\displaystyle {\mathcal {K}}(z;s,t)} میباید در معادله دیفرانسیل چند متغیره {\displaystyle \left((t-z){\mathcal {D}}_{s}+(z-s){\mathcal {D}}_{t}+(s-t){\mathcal {D}}_{z}\right){\mathcal {K}}=0} صادق باشد. اپراتور {\displaystyle {\mathcal {D}}_{z}} نیز اپراتور دیفرانسیلی هیون است. همچنین نواحی انتگرالگیری {\displaystyle C_{1}} و {\displaystyle C_{2}} باید در روابط زیر صدق کنند.
{\displaystyle \left.p(t)\left({\frac {\partial {\mathcal {K}}}{\partial t}}w(t)-{\mathcal {K}}{\frac {dw(t)}{dt}}\right)\right|_{C_{1}}=0}
{\displaystyle \left.p(s)\left({\frac {\partial {\mathcal {K}}}{\partial s}}w(s)-{\mathcal {K}}{\frac {dw(s)}{ds}}\right)\right|_{C_{2}}=0}
در دو رابطه بالا، {\displaystyle p(t)=t^{\gamma }(t-1)^{\delta }(t-a)^{\epsilon }} است.
با تغییر متغیرهای زیر، می‌توان تابع کرنل رابطه انتگرالی را محاسبه کرد.
{\displaystyle u={\frac {(stz)^{1/2}}{a}}}
{\displaystyle v=\left({\frac {(s-1)(t-1)(z-1)}{1-a}}\right)^{1/2}}
{\displaystyle w=i\left({\frac {(s-a)(t-a)(z-a)}{a(1-a)}}\right)^{1/2}}
در نهایت با اعمال تغییر متغیرهای مذکور، کرنل رابطه انتگرالی، میبایست معادله دیفرانسیل چند متغیره زیر را ارضا کند.
{\displaystyle {\frac {{\partial }^{2}{\mathcal {K}}}{{\partial u}^{2}}}+{\frac {{\partial }^{2}{\mathcal {K}}}{{\partial v}^{2}}}+{\frac {{\partial }^{2}{\mathcal {K}}}{{\partial w}^{2}}}+{\frac {2\gamma -1}{u}}{\frac {\partial {\mathcal {K}}}{\partial u}}+{\frac {2\delta -1}{v}}{\frac {\partial {\mathcal {K}}}{\partial v}}+{\frac {2\epsilon -1}{w}}{\frac {\partial {\mathcal {K}}}{\partial w}}=0}
نتیجه معادله مذکور بر حسب توابع بسل، به صورت زیر قابل محاسبه است.
{\displaystyle {\mathcal {K}}(u,v,w)=u^{1-\gamma }v^{1-\delta }w^{1-\epsilon }{{F}_{1-\gamma }}\!\left(u{\sqrt {\sigma _{1}}}\right){{F}_{1-\delta }}\!\left(v{\sqrt {\sigma _{2}}}\right){{F}_{1-\epsilon }}\!\left(iw{\sqrt {\sigma _{1}+\sigma _{2}}}\right)}
در رابطه بالا {\displaystyle F_{1-\gamma }\left(u{\sqrt {\sigma _{1}}}\right)}٬{\displaystyle F_{1-\delta }\left(u{\sqrt {\sigma _{1}}}\right)}٬{\displaystyle F_{1-\epsilon }\left(u{\sqrt {\sigma _{1}}}\right)} ترکیبهایی خطی از توابع بسل نوع اول و دوم و {\displaystyle \sigma _{1}} و {\displaystyle \sigma _{2}} ثابتهای جداسازی هستند، به‌طور مثال:
{\displaystyle F_{1-\gamma }\left(u{\sqrt {\sigma _{1}}}\right)=C_{1}J_{1-\gamma }\left(u{\sqrt {\sigma _{1}}}\right)+C_{2}Y_{1-\gamma }\left(u{\sqrt {\sigma _{1}}}\right)}
با تغییر متغیرهایی بر اساس دستگاه مختصات کروی، می‌توان به صورتی دیگر از معادله کرنل رسید.
{\displaystyle u=r\mathop {\cos } \theta }
{\displaystyle v=r\mathop {\sin } \theta \mathop {\sin } \phi }
{\displaystyle w=r\mathop {\sin } \theta \mathop {\cos } \phi }
{\displaystyle {\frac {{\partial }^{2}{\mathcal {K}}}{{\partial r}^{2}}}+{\frac {2(\gamma +\delta +\epsilon )-1}{r}}{\frac {\partial {\mathcal {K}}}{\partial r}}+{\frac {1}{r^{2}}}{\frac {{\partial }^{2}{\mathcal {K}}}{{\partial \theta }^{2}}}+{\frac {(2(\delta +\epsilon )-1)\mathop {\cot } \theta -(2\gamma -1)\mathop {\tan } \theta }{r^{2}}}{\frac {\partial {\mathcal {K}}}{\partial \theta }}+{\frac {1}{r^{2}{\mathop {\sin } ^{2}}\theta }}{\frac {{\partial }^{2}{\mathcal {K}}}{{\partial \phi }^{2}}}+{\frac {(2\delta -1)\mathop {\cot } \phi -(2\epsilon -1)\mathop {\tan } \phi }{r^{2}{\mathop {\sin } ^{2}}\theta }}{\frac {\partial {\mathcal {K}}}{\partial \phi }}=0}
حل معادله بالا، بر اساس توابع ریمان پی به صورت زیر است.
{\displaystyle {\mathcal {K}}(r,\theta ,\phi )=r^{m}{\mathop {\sin } ^{2p}}\theta \mathop {P} \!{\begin{Bmatrix}0&1&\infty &\\0&0&a&{\mathop {\cos } ^{2}}\theta \\{\tfrac {1}{2}}(3-\gamma )&c&b&\end{Bmatrix}}\mathop {P} \!{\begin{Bmatrix}0&1&\infty &\\0&0&a^{\prime }&{\mathop {\cos } ^{2}}\phi \\1-\epsilon &1-\delta &b^{\prime }&\end{Bmatrix}}}
پارامترهای معادله بالا، از دسته روابط زیر به دست می آیند.
{\displaystyle m^{2}+2(\alpha +\beta )m-\sigma _{1}=0}
{\displaystyle a+b=2(\alpha +\beta +p)-1}
{\displaystyle p^{2}+(\alpha +\beta -\gamma -{\tfrac {1}{2}})p-{\tfrac {1}{4}}\sigma _{2}=0}
{\displaystyle ab=p^{2}-p(1-\alpha -\beta )-{\tfrac {1}{4}}\sigma _{1}}
{\displaystyle c=\gamma -{\tfrac {1}{2}}-2(\alpha +\beta +p)}
{\displaystyle a^{\prime }+b^{\prime }=\delta +\epsilon -1}
{\displaystyle a^{\prime }b^{\prime }=-{\tfrac {1}{4}}\sigma _{2}}
ثابتهای {\displaystyle \sigma _{1}} و {\displaystyle \sigma _{2}} ثابتهای روش جداسازی متغیرها در حل معادله دیفرانسیل هستند.

## بسط بر اساس توابع هایپرژئومتریک
فرض کنید {\displaystyle w(z)} جواب معادله هیون باشد و بتوان آن را به صورت بسطی از توابع ریمان پی نشان داد.
{\displaystyle w(z)=\sum _{j=0}^{\infty }c_{j}P_{j}}
{\displaystyle P_{j}=\mathop {P} \!{\begin{Bmatrix}0&1&\infty &\\0&0&\lambda +j&z\\1-\gamma &1-\delta &\mu -j&\end{Bmatrix}}}
{\displaystyle \lambda +\mu =\gamma +\delta -1=\alpha +\beta -\epsilon }
در این صورت می‌توان {\displaystyle c_{j}} را از روابط زیر به دست آورد.
{\displaystyle L_{0}c_{0}+M_{0}c_{1}=0}
{\displaystyle K_{j}c_{j-1}+L_{j}c_{j}+M_{j}c_{j+1}=0}
به‌طوری‌که:
{\displaystyle K_{j}=-{\frac {(j+\alpha -\mu -1)(j+\beta -\mu -1)(j+\gamma -\mu -1)(j+\lambda -1)}{(2j+\lambda -\mu -1)(2j+\lambda -\mu -2)}}}
{\displaystyle L_{j}=a(\lambda +j)(\mu -j)-q+{\frac {(j+\alpha -\mu )(j+\beta -\mu )(j+\gamma -\mu )(j+\lambda )}{(2j+\lambda -\mu )(2j+\lambda -\mu +1)}}+{\frac {(j-\alpha +\lambda )(j-\beta +\lambda )(j-\gamma +\lambda )(j-\mu )}{(2j+\lambda -\mu )(2j+\lambda -\mu -1)}}}
{\displaystyle M_{j}=-{\frac {(j-\alpha +\lambda +1)(j-\beta +\lambda +1)(j-\gamma +\lambda +1)(j-\mu +1)}{(2j+\lambda -\mu +1)(2j+\lambda -\mu +2)}}}
در سه رابطه بالا، {\displaystyle \lambda } و {\displaystyle \mu } میباید در عبارت {\displaystyle M_{-1}P_{-1}=0} صدق کنند که بر این اساس، می‌توان به مقادیر گوناگونی از این دو پارامتر و در نتیجه بسطهای مختلفی بر اساس توابع هایپرژئومتریک رسید. مثلاً اگر:
{\displaystyle \lambda =\alpha }
{\displaystyle \mu =\beta -\epsilon }
شرط {\displaystyle M_{-1}P_{-1}=0} برقرار می‌شود و می‌توان به بسطی بر اساس توابع هایپرژئومتریک دست یافت که در آن:
{\displaystyle P_{j}={\frac {\mathop {\Gamma } \!\left(\alpha +j\right)\mathop {\Gamma } \!\left(1-\gamma +\alpha +j\right)}{\mathop {\Gamma } \!\left(1+\alpha -\beta +\epsilon +2j\right)}}z^{-\alpha -j}\mathop {{}_{2}F_{1}} \!\left({\alpha +j,1-\gamma +\alpha +j \atop 1+\alpha -\beta +\epsilon +2j}{\frac {1}{z}}\right)}
در زیر مقادیری از {\displaystyle \lambda } و {\displaystyle \mu } که در شرط {\displaystyle M_{-1}P_{-1}=0} صادق هستند قرار داده شده‌اند.
{\displaystyle \lambda =\beta } و {\displaystyle \mu =\alpha -\epsilon }
{\displaystyle \lambda =\gamma +\delta -1} و {\displaystyle \mu =0}
{\displaystyle \lambda =\gamma } و {\displaystyle \mu =\delta -1}
{\displaystyle \lambda =\delta } و {\displaystyle \mu =\gamma -1}
{\displaystyle \lambda =1} و {\displaystyle \mu =\gamma +\delta -2}

## صورتهای کانفلوئنت معادله هیون
صورت کانفلوئنت معادله هیون به نوعی از معادلات هیون گفته می‌شود که حداقل یکی از نقاط منفرد منظم این معادله، تبدیل به یک نقطه منفرد نامنظم گردیده باشد. چهار حالت استندارد برای کانفلوئنت معادله هیون وجود دارد.

### کانفلوئنت مضاعف معادله هیون
این معادله به شکل زیر نمایش داده می‌شود و حاوی دو نقطه منفرد نامنظم از درجه یک در {\displaystyle z=0,\infty } است.
{\displaystyle {\frac {{d}^{2}w}{{dz}^{2}}}+\left({\frac {\delta }{z^{2}}}+{\frac {\gamma }{z}}+1\right){\frac {dw}{dz}}+{\frac {\alpha z-q}{z^{2}}}w=0}

### معادله بای کانفلوئنت هیون
معادله بای کانفلوئنت هیون شامل نقطه منفرد منظم در {\displaystyle z=0} و نقطه منفرد نامنظم از درجه دو در {\displaystyle z=\infty } است.
{\displaystyle {\frac {{d}^{2}w}{{dz}^{2}}}+\left({\frac {\gamma }{z}}+\delta +z\right){\frac {dw}{dz}}+{\frac {\alpha z-q}{z}}w=0}

### معادله تری کانفلوئنت هیون
معادله تری کانفلوئنت هیون تنها یک نقطه منفرد نامنظم از درجه سه در {\displaystyle z=\infty } دارد.
{\displaystyle {\frac {{d}^{2}w}{{dz}^{2}}}+\left(\gamma +z\right)z{\frac {dw}{dz}}+\left(\alpha z-q\right)w=0}

### معادله کانفلوئنت هیون
این معادله، دربرگیرنده معادلاتی است که منجر به توابعی چون توابع متیو، تابع موج کولمب و تابع موج در مختصات اسفرویدال می‌شود و دارای دو نقطه منفرد منظم در {\displaystyle z=0} و {\displaystyle z=1} و یک نقطه منفرد نامنظم در {\displaystyle z=\infty } با درجه یک است.
{\displaystyle {\frac {{d}^{2}w}{{dz}^{2}}}+\left({\frac {\gamma }{z}}+{\frac {\delta }{z-1}}+\epsilon \right){\frac {dw}{dz}}+{\frac {\alpha z-q}{z(z-1)}}w=0}

## کاربردها در ریاضیات و فیزیک
تابع هیون، در تئوری سیاهچاله ها، فیزیک و مکانیک کوانتوم، مطالعه بر دستگاه بلوری در مکانیک آماری، پدیده نابجایی، فیزیک نجومی، حل معادلات موج در دستگاه مختصات اسفرویدال و مکانیک کوانتوم مولکولی و برخی از مطالعات در مکانیک سیالات مانند مدلسازی امواج روسبی کاربرد دارد.

## نرم‌افزارهای مرتبط با توابع هیون
این تابع توسط بعضی از نرم‌افزارهای ریاضی مانند میپل قابل محاسبه است و نمایش است. 